# صموئيل (موسيقي)
صموئيل (بالإنجليزية: Samuel)‏ هو موسيقي أمريكي، ولد في 6 أكتوبر 1987 في نيويورك في الولايات المتحدة.

## وصلات خارجية
- الموقع الرسمي
- صموئيل على موقع ميوزك برينز (الإنجليزية)
- صموئيل على موقع أول ميوزيك (الإنجليزية)
- صموئيل على موقع ديسكوغز (الإنجليزية)